# Шабиан
Шабиан или Шабиян (азерб. Şəbiyan) — село в Исмаиллинском районе Азербайджана. 

## География
Расположено в предгорной местности поблизости от реки Гирдыманчай, к юго-востоку от районного центра Исмаиллы.

## Этимология
Hазвание села имеет персидское происхождение.

## История
Одни из первых исторических данных о Шабиане приводятся в «Описание Ширванской провинции составленное в 1820 году». По ним в Шабианъ Гоузского магала Ширванской провинции проживало 20 семейств, половина из которых являлась оседлыми а другая половина кочующими Гаджи-Ага-Беглы (вероятно родовое имя). Деревня находилась в собственности местного помещика Гаджи-Махмуда, которому и шли все доходы, за исключением червонцев, шедших прямо в государственную казну.
В 2010 году в селе были обнаружены остатки древнего поселения начала II века.

## Население
По сведениям на 1856 год в селении Шабиянъ Гоузского магала Шемахинского уезда проживали «татары»-сунниты (азербайджанцы-сунниты) с разговорным языком азербайджанским, отмеченным в источнике «татарским».
В материалах посемейных списков на 1886 год, встречается Шабианъ Кошунского магала Шемахинского уезда Бакинской губернии. В селении в 25 дымах проживало 115 жителей обозначенных как «татары»-сунниты (азербайджанцы-сунниты), и все из них являлись крестьянами на владельческой земле.
В начале XX века Шабиян состоял в составе Тирджанского сельского общества Шемахинского уезда Азербайджанской ССР. Численность населения достигала 98 человек (28 хозяйств), из которых мужчин было 57 человек а женщин 41. Преобладающая национальность — азербайджанские тюрки(азербайджанцы).